# フィラエ
フィラエ (Philae) は、ロゼッタ探査機に搭載されて打ち上げられた、欧州宇宙機関の無人ランダーである。2014年11月に、チュリュモフ・ゲラシメンコ彗星に世界初となる彗星着陸を果たした。フィラエの名は、ロゼッタストーンとともにエジプトのヒエログリフの解読に用いられたフィラエ・オベリスクが発見されたナイル川のフィラエ島に因んで名付けられた。

## ミッション
フィラエのミッションは、彗星の表面に着陸し、その表面から彗星の組成についてのデータを送信するというものである。ディープインパクトとは異なり、フィラエは衝突体ではない。2006年の機器の点検では、大きな問題は見つからなかった。いくつかの機器やランダーは、2009年2月25日の火星フライバイの際に自動システムとして初めて用いられた。カメラシステムのCIVAは、ロゼッタの機器が停電している間、数枚の画像を送信した。ROMAPは火星の磁場を測定した。その他の機器の多くは、分析を始めるためには表面との接触が必要で、フライバイの間は起動しなかった。
2014年9月15日、ESAはフィラエが着陸する予定の地点を アギルキア (Agilkia) と命名したと発表した。フィラエ島のイシス神殿は1901年のアスワンダム建設の際に水面下に沈んでしまったが、1970年にアスワン・ハイ・ダムが建設される際にユネスコによってナイル川の川中島であるアギルキア島に移設されており、そのことを記念したものである。

### 着陸

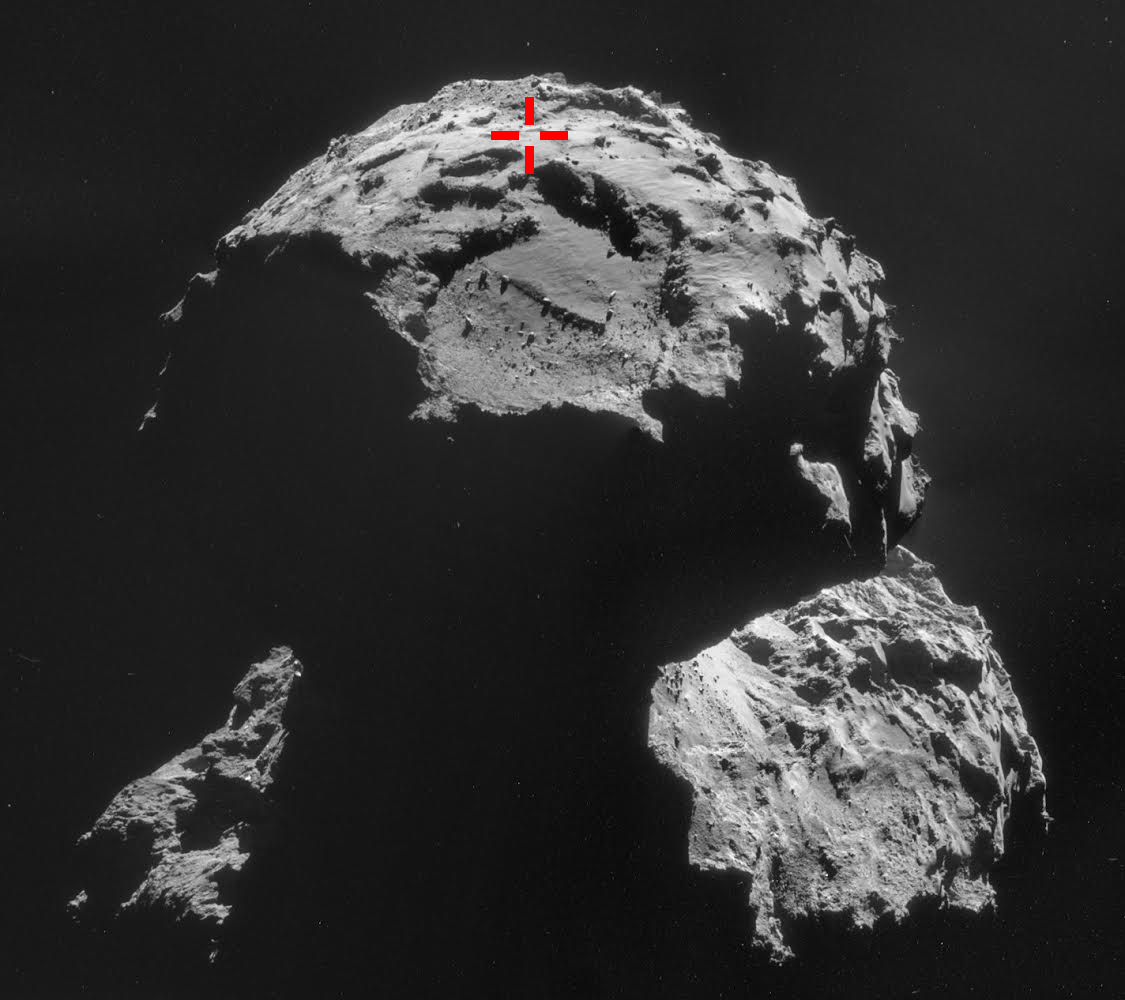
フィラエの着陸予定地点。機体のバウンドにより、実際の着陸地点は1kmほど離れた場所となった。

フィラエ切り離しの前の点検で、着地時や機体を彗星に固定するための銛を発射する際に機体が彗星からバウンドするのを防ぐために機体の頂部に設置されていたコールドガススラスターが動作しないことが判明したが、ミッションは継続された。2014年11月12日8時35分 (UTC) にフィラエはロゼッタから切り離され、7時間後の15時33分 (UTC) に着陸、着陸を確認する信号が16時03分 (UTC) に受信された。しかしその後の調査で、機体を彗星に固定するための2本の銛が発射されていなかったことがわかり、安定した姿勢で着陸に成功しているか否か不明であった。11月13日、ESAは彗星の地表でフィラエが撮影した写真を公表し、機器が正常に機能していること、着陸時に機体が跳ね上がることを防げなかったために約2時間後とその7分後に計3度の着陸があった（15時34分、17時25分、17時32分に着陸。すなわち2回バウンドしていた）こと、その結果として着陸地点が予定から1kmほどずれたことを発表した。フィラエは3本の脚のうち2本しか接地しておらず、銛による固定もされていなかった。また、予定された着地点では12.4時間（彗星の自転周期）中7時間は太陽光による発電が期待されていたが、実際の着地点では1.5時間しか発電できないことが判明した。このことは、フィラエが近いうちに電源切れを起こすことを意味していた。
フィラエは、ロゼッタとの通信が回復した11月14日22時19分から15日0時36分までの間に、着陸してから蓄積してきた観測データを全て送信し終え、その後電源不足による休眠モードに入った。
フィラエの正確な着陸場所はなかなか判明せず、11月21日の時点でも大きなクレータの縁の350×30mの範囲に絞り込まれたレベルであった。

### 復旧と再停止
電力不足から休眠モードに入ったフィラエだったが、彗星は太陽に近づく軌道上にあったことから、日照時間の増加により復旧することが期待されていた。そして近日点を8月に控えた2015年6月13日、管制センターはフィラエからの通信を受信、同機が7か月を経て休眠モードからの復旧を果たしていたことが判明した。復旧時点で内部には8,000パケットのデータが記録されていたことから、機体の再起動自体は通信回復前に完了していたと考えられている。
復旧後、フィラエとの間では散発的な通信が行われ、科学データや機器の状態が送信された。しかし2015年7月9日を最後に再び通信は途絶え、今回は逆に太陽を離れる軌道上にあったことから復旧は絶望的となった。
2016年1月10日には、最後の可能性にかけ機体を動かすコマンドが送信されたものの応答は得られず、運用チームは2月12日、復旧の可能性は0に近いとしてフィラエへのコマンド送信の終了を発表した。ロゼッタ側の通信システムはフィラエからの信号受信に備えて稼働を続けていたが、2016年7月27日に通信システムの電源がオフにされたことでフィラエの運用は終了した。
その後ロゼッタの運用終了を間近に控えた同年9月、軌道上のロゼッタからの映像で岩に引っかかって停止しているフィラエが確認された。

## 設計

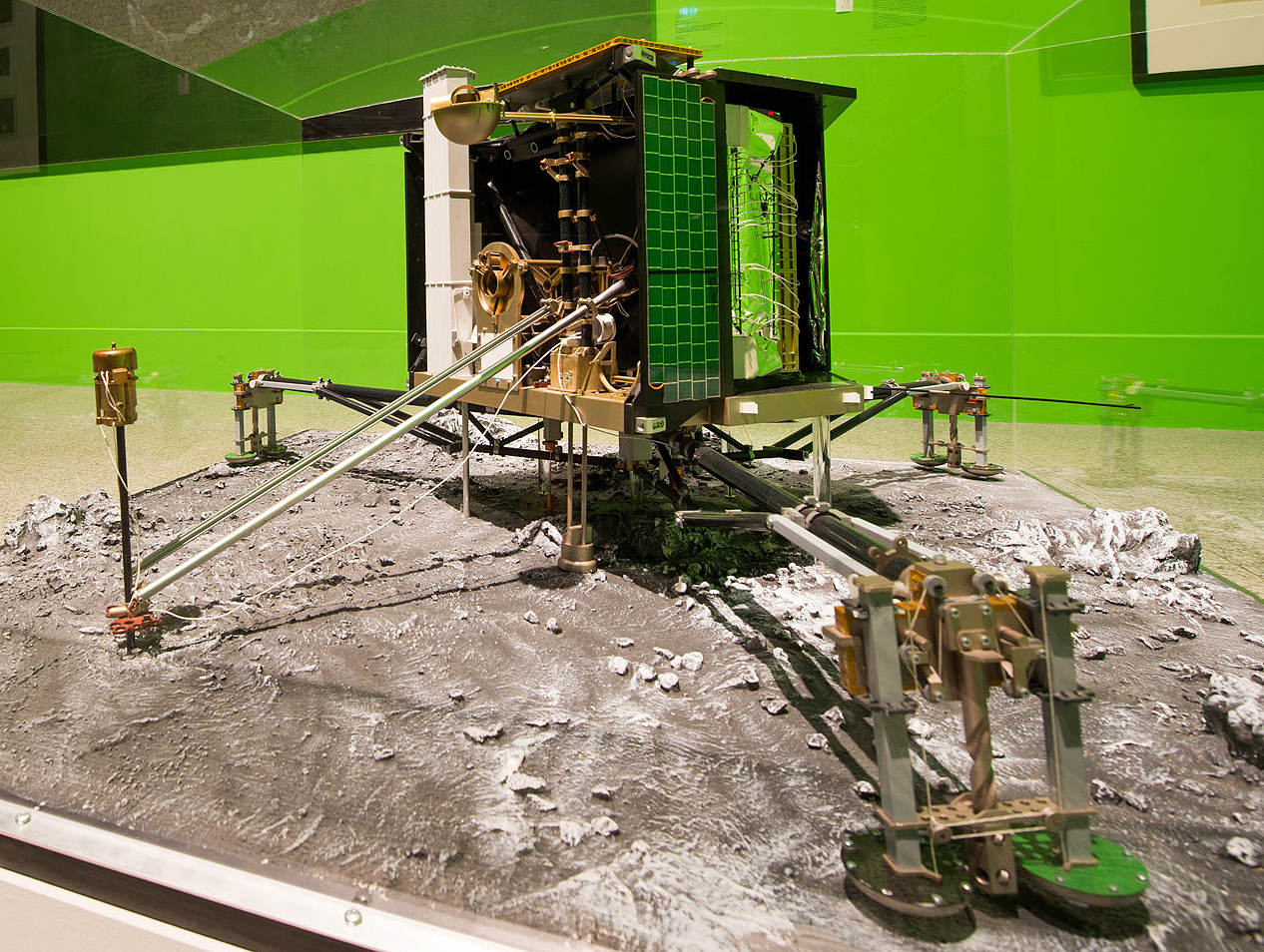
フィラエの模型

フィラエは、ロゼッタから分離された後、彗星の表面に向かって弾道軌道を描いて落下し、着陸するように設計されている。機体頂部に設置されたスラスターと3本の「脚」を使って最初の衝突でバウンドするのを防ぐと共に、機体直下に2本の銛を発射してケーブルを巻き取ることで着陸地点に自身を固定する計画であった。地球との通信は、「ロゼッタ」オービタを中継局として用い、必要な電力を節約する。彗星表面でのミッション期間は、少なくとも1週間が予定されていたが、1ヵ月の延長が可能なよう設計されていた。
フィラエの基本構造はカーボンファイバーで作られ、科学機器を収め、機械的な安定性を保てる六角形の板状に成形され、2枚の板で全ての部品が挟まれるような形状になっている。合計の質量は、約100kgである。電力供給のため、頂部と側面の一部は太陽電池で覆われている。
元々はワータネン彗星を探査する予定であったが、2002年のアリアン5ロケットの打上げの失敗の影響で到着する機会を逸し、ターゲットをチュリュモフ・ゲラシメンコ彗星に変更する必要があった。彗星の質量と衝突速度が大きくなったため、着陸装置の再設計が必要となった。打上げ時期とターゲットが変わった以外のミッションの詳細は、変わらなかった。

## 機器

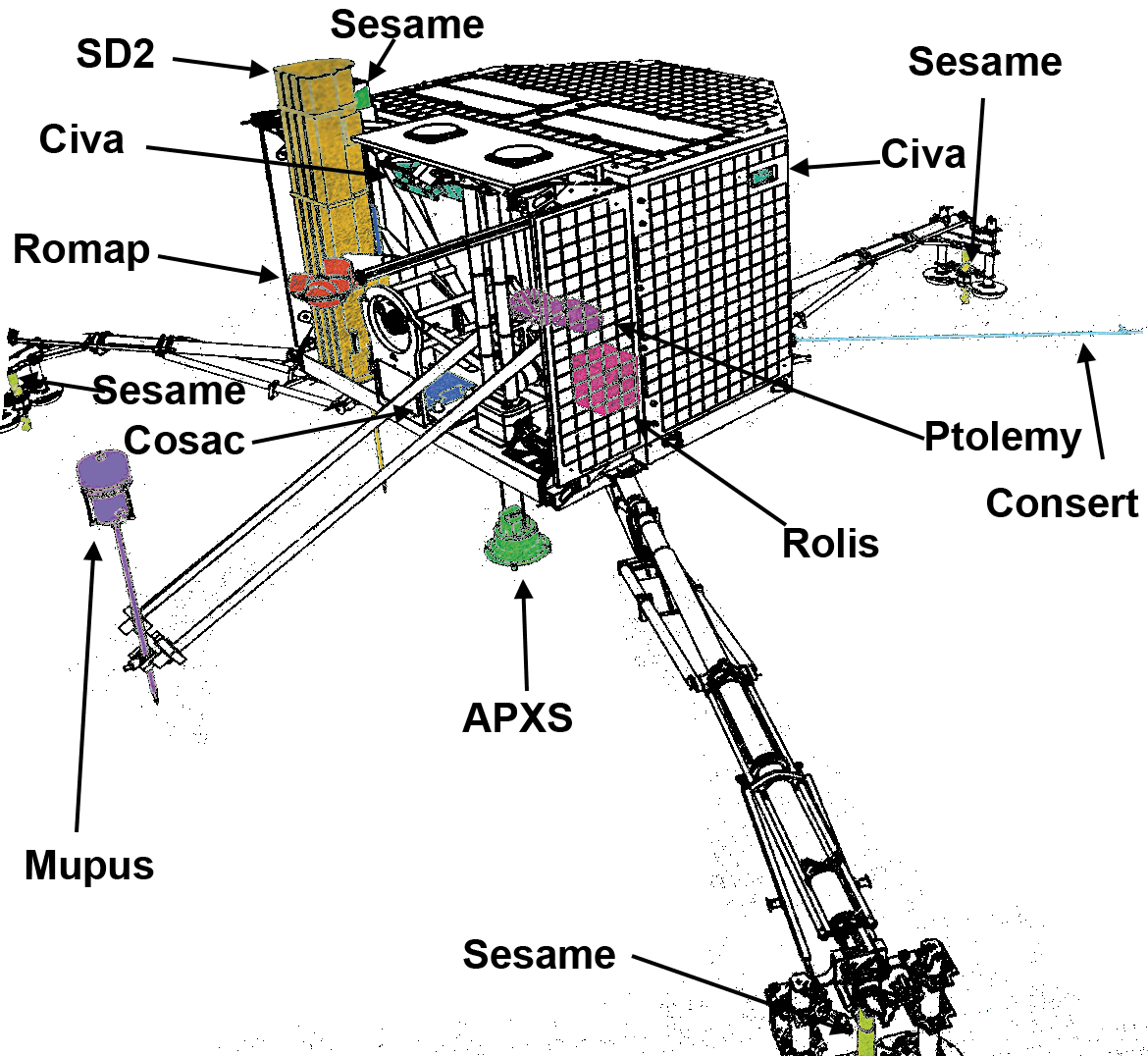
各機器の配置

フィラエのペイロードは、10個の機器から構成され、26.7kgとランダーの質量の3分の1近くを占めた。
- APXS (αプロトンX線分光計) - APXSは、ランダーの下の地表の元素組成を分析する。マーズ・パスファインダーのAPXSを改良したものである。
- COSAC (The COmetary SAmpling and Composition)  - ガスクロマトグラフィーと飛行時間質量分析計を組み合わせたものであり、土壌サンプルの分析を行って揮発成分の同定を行う[18]。
- Ptolemy[19][20]
- ÇIVA (Comet Nucleus Infrared and Visible Analyzer)
- ROLIS (Rosetta Lander Imaging System)
- CONSERT (COmet Nucleus Sounding Experiment by Radiowave Transmission) - フィラエとロゼッタからの電磁波伝搬を測定することで、彗星の核の断層撮影を行い、内部構造を解明して組成の情報を推定する[21]。
- MUPUS (MUlti-PUrpose Sensors for Surface and Sub-Surface Science) - ペネトレータを深さ32cmまでモータ駆動のハンマーで打ち込むことができ、地下の温度を16個の温度センサで計測する。また地表面の硬さを精密に測定する。
- ROMAP (Rosetta Lander Magnetometer and Plasma Monitor)
- SESAME (Surface Electric Sounding and Acoustic Monitoring Experiment)[22]
- SD2 (The sampling, drilling and distribution subsystem) - ドリルで25cmまで掘削可能。地表下のサンプルを採取してオーブンで加熱して化学分析する。

## 開発参加国
- イタリア
- フランス
- ドイツ
- フィンランド
- オーストリア
- ハンガリー
- イギリス
- アイルランド
- ポーランド